# Syndicat national des dermato-vénéréologues
Le Syndicat National des Dermato-Vénéréologues (SNDV), créé en 1929, est un organisme français qui regroupe des médecins spécialistes en maladies de la peau, des ongles, des cheveux et des muqueuses  (dermatologie), et en maladies sexuellement transmissibles (vénéréologie).